# Semur-en-Vallon
Semur-en-Vallon är en kommun i departementet Sarthe i regionen Pays de la Loire i nordvästra Frankrike. Kommunen ligger i kantonen Vibraye som tillhör arrondissementet Mamers. År 2022 hade Semur-en-Vallon 432 invånare.

## Befolkningsutveckling
Antalet invånare i kommunen Semur-en-Vallon
| Referens: INSEE |